# Posillipo
Posillipo (Pusilleco en napolità) és un barri residencial als turons de la ciutat de Nàpols (estat italià), integrat administrativament des del 1925 com un barri napolità.
Limita a l'oest amb els barris de Bagnoli i Fuorigrotta i a l'est amb Chiaia. Al sud s'estén el golf de Nàpols, dins la mar Tirrena.
Té una superfície de 5,17 km² i 23.311 habitants.

## Etimologia
El seu nom prové del grec Παυσιλυπον (Pausílypon), que significa 'treva del perill' o 'que fa cessar el dolor', denominació unida al panorama que es gaudia també fa dos mil anys des d'aquesta àrea de Nàpols.

## Història

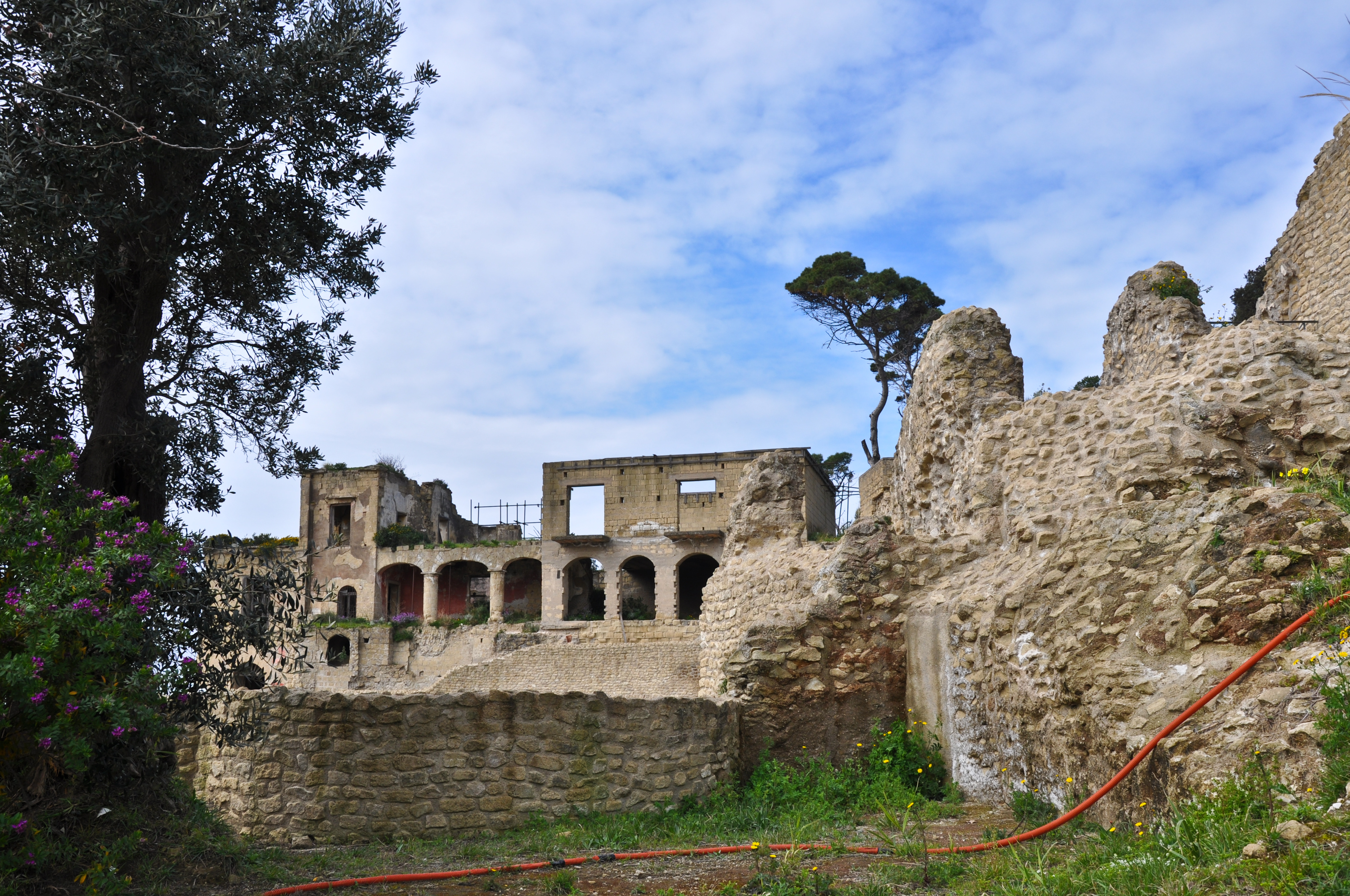
Restes de la Vil·la de Pausilypon i del teatre

Posillipo apareix en les fonts gregues, els primers que visqueren al promontori, llavors cobert de roques i arbres. Hi ha ruïnes romanes a les costes i prop del punt més alt del turó; també se'n veuen restes d'obertures que ventilaven el túnel que conduïa a la residència de Publi Vedi Pollione i hi ha restes d'un amfiteatre. Al de l'edat antiga la població de Nàpols es va tancar a la zona emmurallada i Posillipo declinà, presa de les invasions bàrbares i l'oblit.

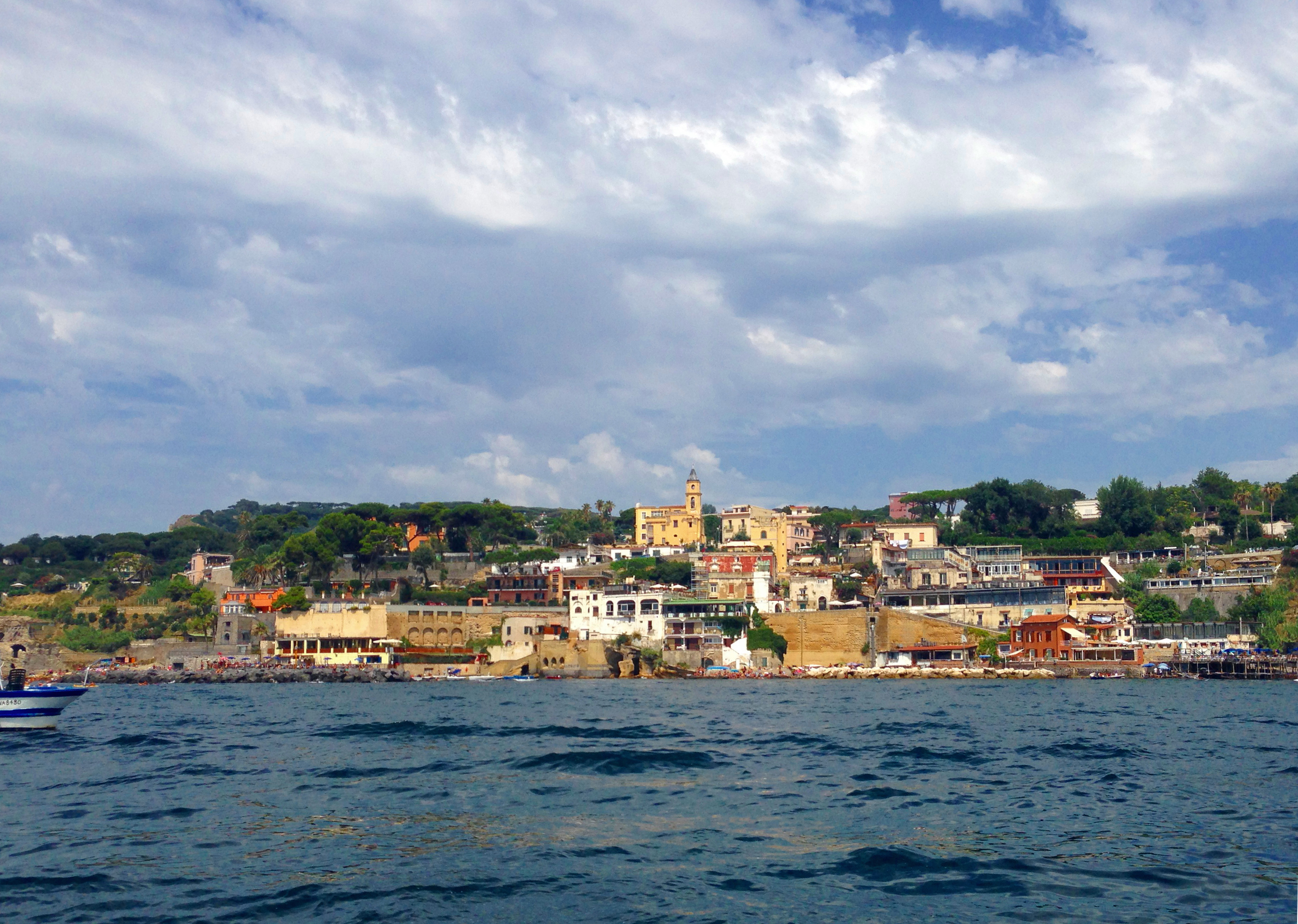
Vista de Marechiaro des del mar

En l'edat moderna, la zona es mantingué pràcticament sense urbanitzar fins a la construcció de la Via Posillipo entre el 1812 i 1824. Aquest carrer comença al port de Mergellina i s'estén quasi paral·lel a la costa.
Bona part de la zona ha sofert reconstruccions després de la Segona Guerra Mundial, però ha conservat molts edificis històrics, entre aquests la Vil·la Rosebery, ara residència propietat del president d'Itàlia.

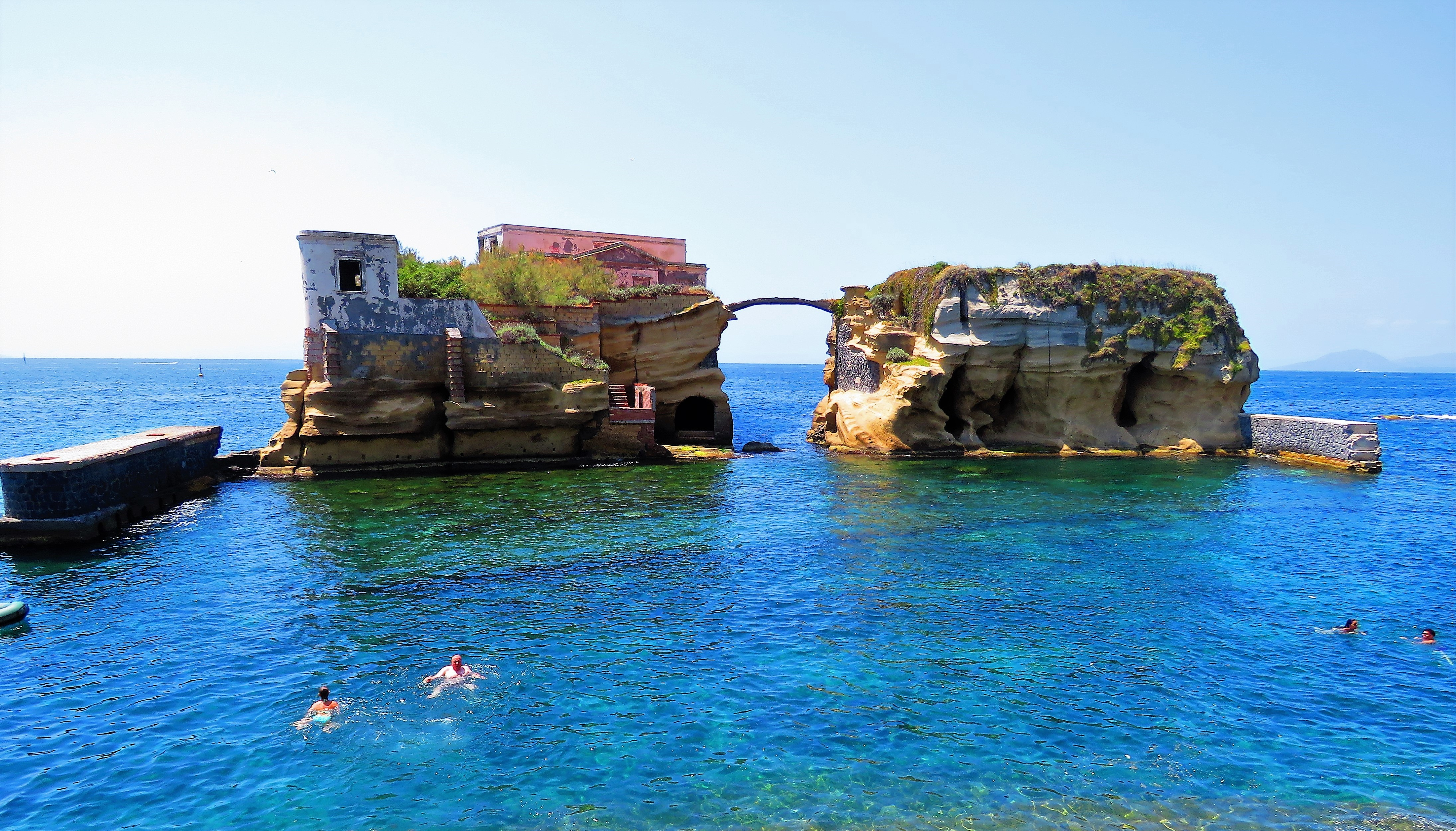
L'illa de la Gaiola

## Territori
Al barri de Posillipo es troben alguns pobles: Villanova di Posillipo (o Porta di Posillipo), Casale di Posillipo, Santo Strato, i el més conegut de tots, Marechiaro, amb el característic "Scoglione".
Hi ha a més molts monuments i llocs d'interés historicoartístic: el Parc Virgilià (abans Parc della Rimembranza); importants vil·les a la mar com Vil·la Rosebery, residència estiuenca del president de la República Italiana; construccions romanes que permetien, a través d'una galeria denominada gruta de Sejà, arribar als ports romans de Pozzuoli, Portus Julius i Misenum.
Des del 1912 se situa en aquest barri el Seminari Pontifici Interregional Campano, de gran importància per als seminaristes de la província eclesiàstica campana i moltes diocésis situades a les regions limítrofes.

## Monuments i llocs d'interés
A l'extrem del cap Posillipo hi ha el Parc Submergit de Gaiola, instituït al 2002 conjuntament pel Ministeri de Medi Ambient i el de Béns Culturals, a les aigües que envolten els illots de Gaiola. S'estén des del port de Marechiaro a la badia de Trentaremi, amb l'objectiu de protegir-lo tant ambientalment com arqueològica.
Un altre lloc important és el Parc Arqueològic de Posillipo, on, entre algunes de les millors vistes del golf de Nàpols, es poden admirar també les restes de la Vil·la Imperial de Pausilypon, amb el teatre i l'odèon, la gruta de Sejà i el Palau dels Esperits.
El Parc Virgilià, amb una extensió de 92 hectàrees, ofereix vistes panoràmiques a una alçada de 150 m sobre el nivell de la mar.
És molt singular el mausoleu Schilizzi, un dels millors exemples d'arquitectura neoegípcia a Itàlia, que hui serveix com a monument als morts en les dues guerres mundials.
Entre les residències històriques, destaquen: Vil·la Rosebery, Palazzo Donn'Anna, Vil·la Mazziotti, Vil·la Doria d'Angri, Vil·la Volpicelli, Vil·la Emma, Vil·la Rocca Matilde i altres.
El barri alberga temples catòlics com les esglésies de Santa Maria del Far, Addolorata, Sant'Antonio a Posillipo, Santo Strato a Posillipo i Santa Maria della Consolazione a Villanova.

## Transport
S'hi troba el mirador on era el famós pi de Nàpols, símbol de l'oleografia napolitana del segle xx. La part muntanyenca de Posillipo s'uneix verticalment pel Funicular de Mergellina, cèlebre obra urbanística i d'enginyeria (elogiada en els versos de Salvatore di Giacomo en la placa de marbre que n'hi ha en l'entrada), la construcció de la qual encetà la urbanització de la zona muntanyenca al voltant dels anys 1930.

## Persones relacionades amb Posillipo
- Oscar Wilde s'allotjà al 1897 a la Vil·la del Giudice, a la Via Posillipo, 37, junt amb el seu amant Alfred Douglas;
- Gianni Improta, futbolista italià dels anys 1970.

## Galeria d'imatges

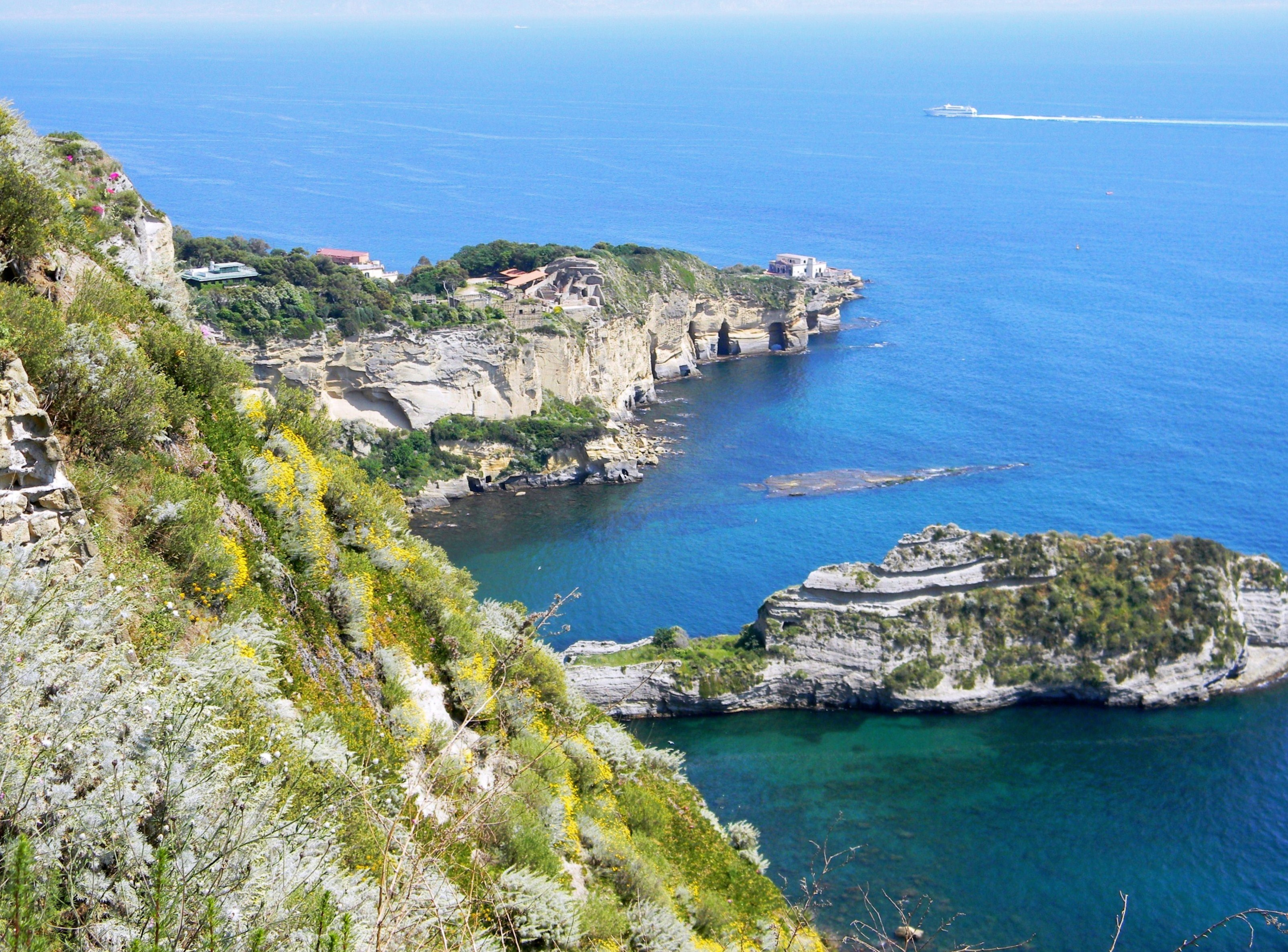
Badia de Trentaremi
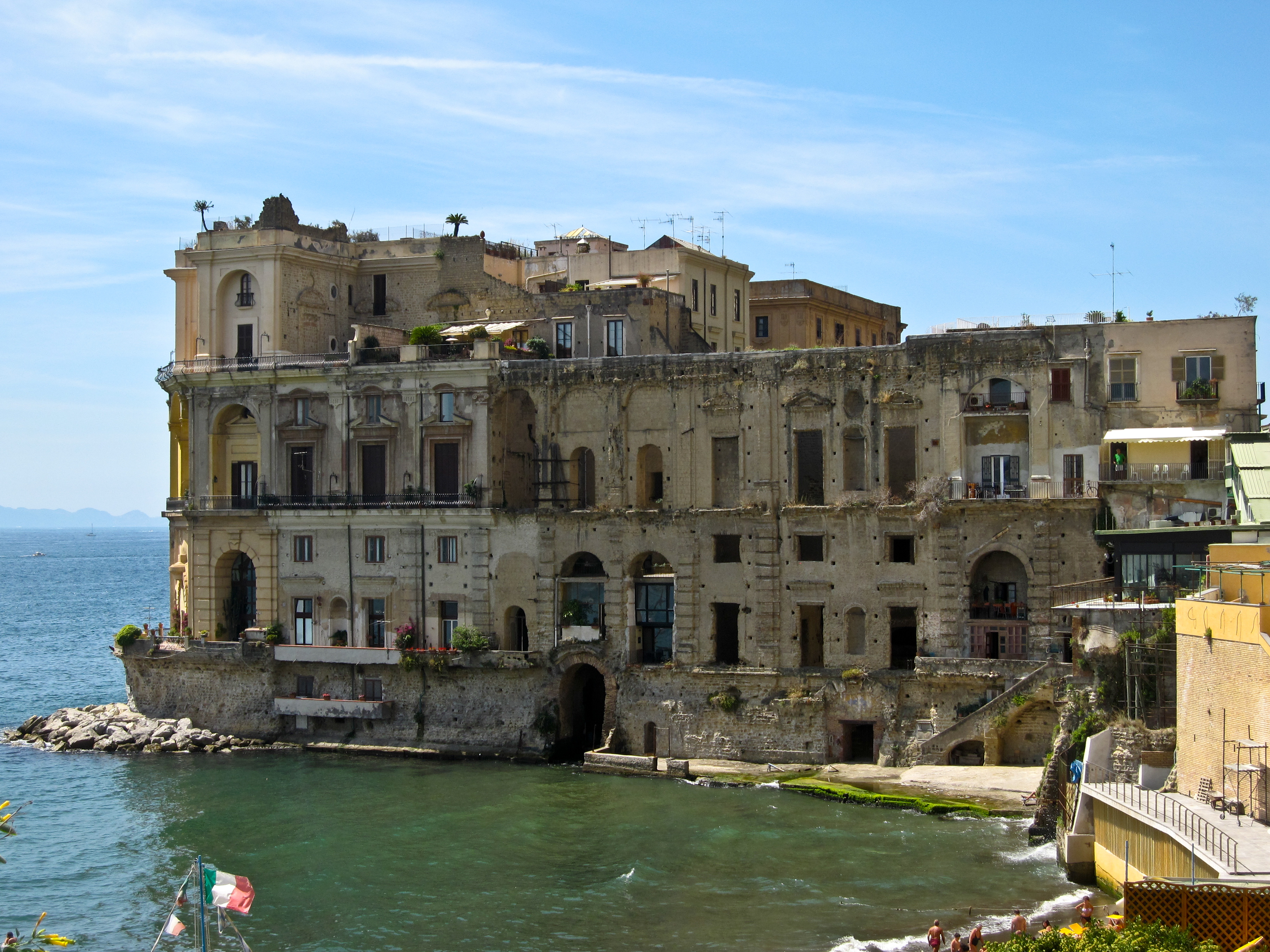
Palazzo Donn'Anna
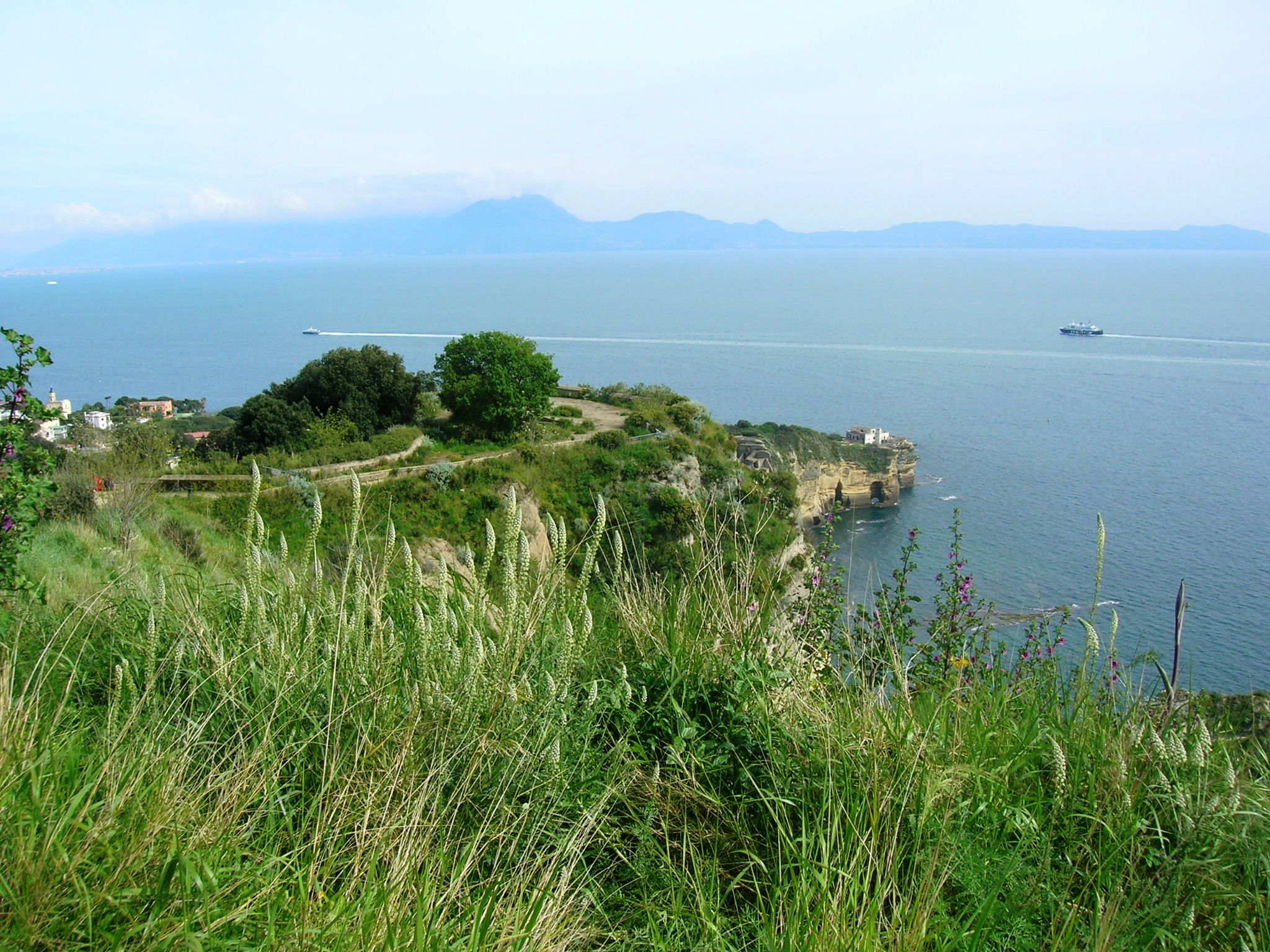
Parc Virgilià
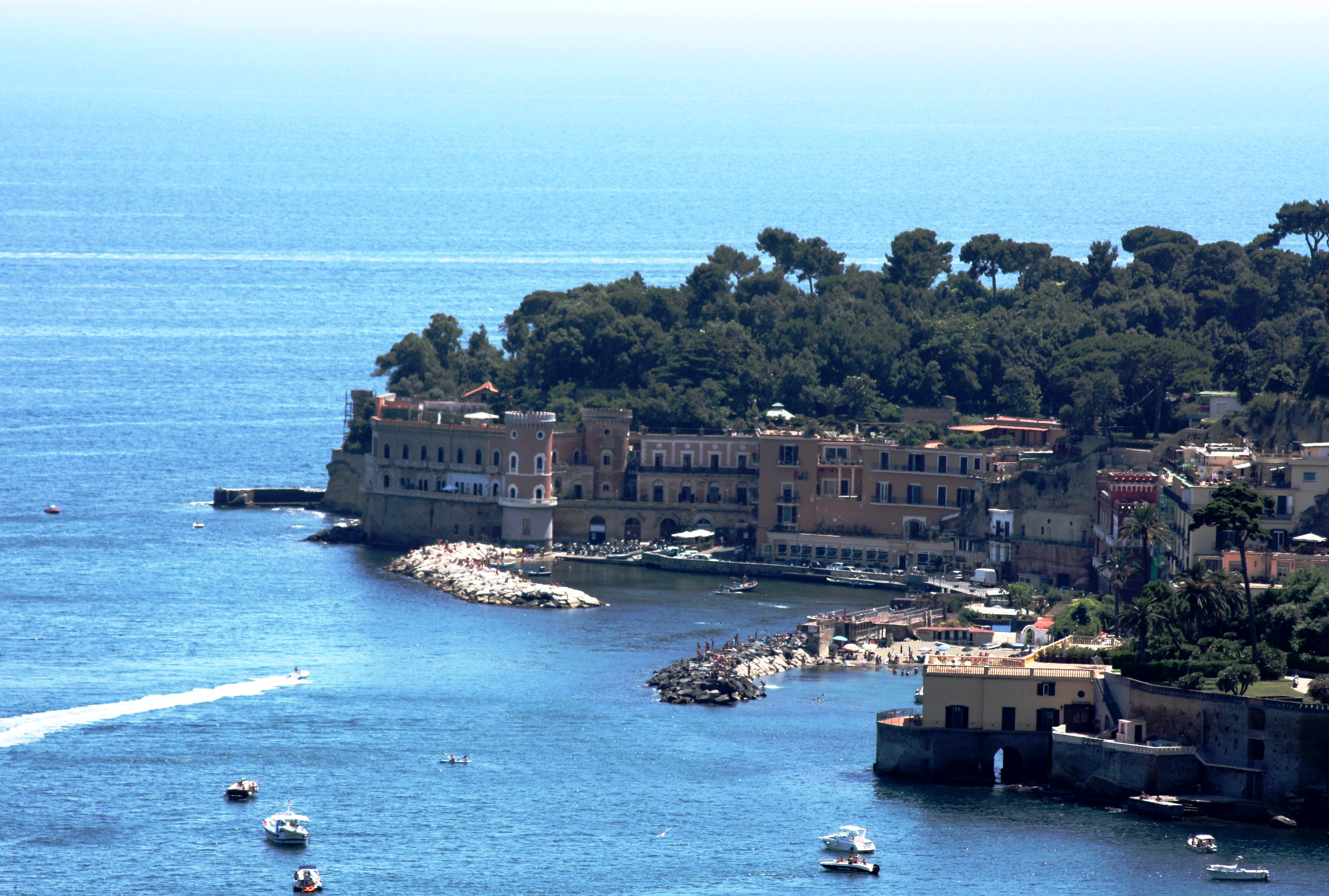
Riva Fiorita
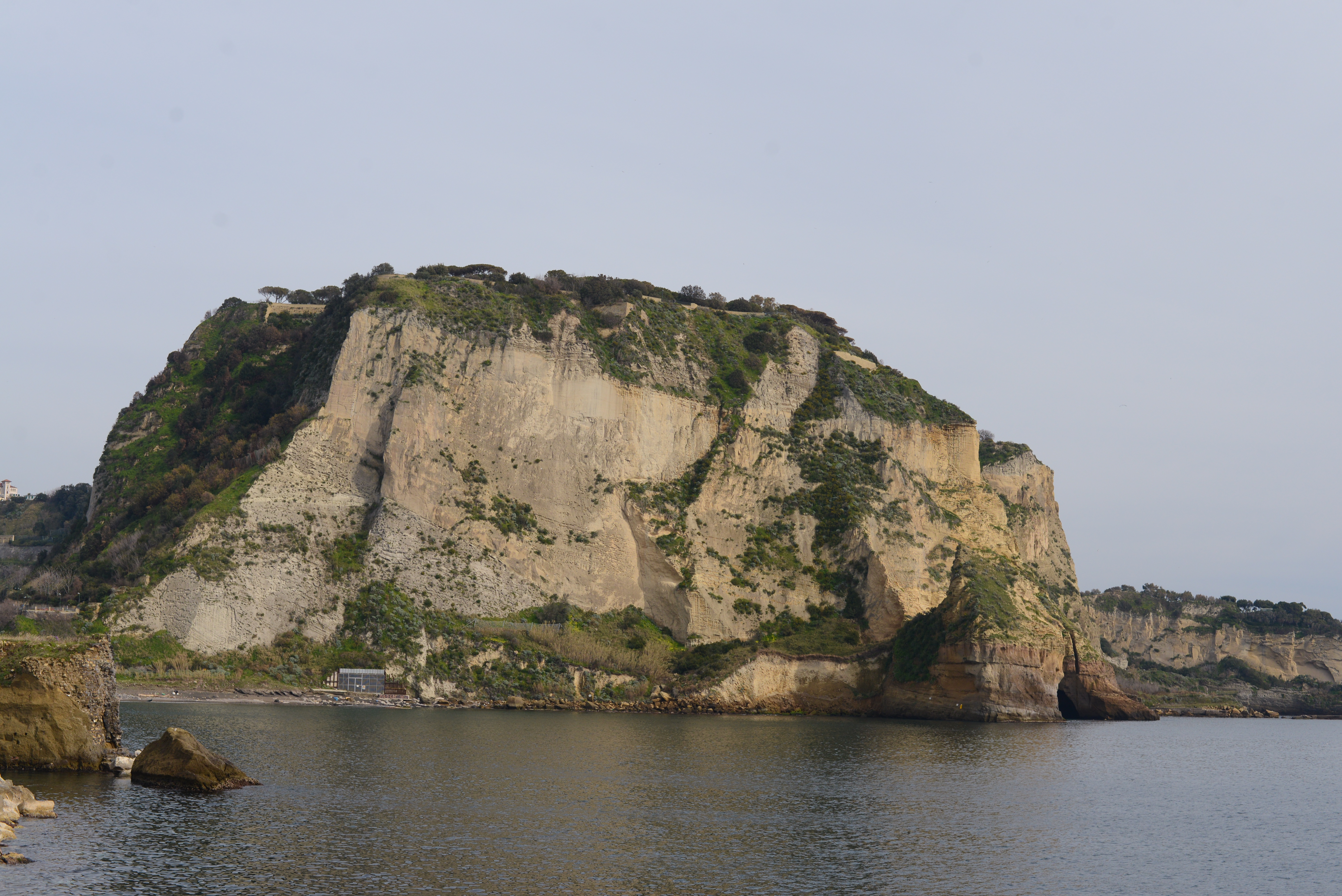
Cap Posillipo
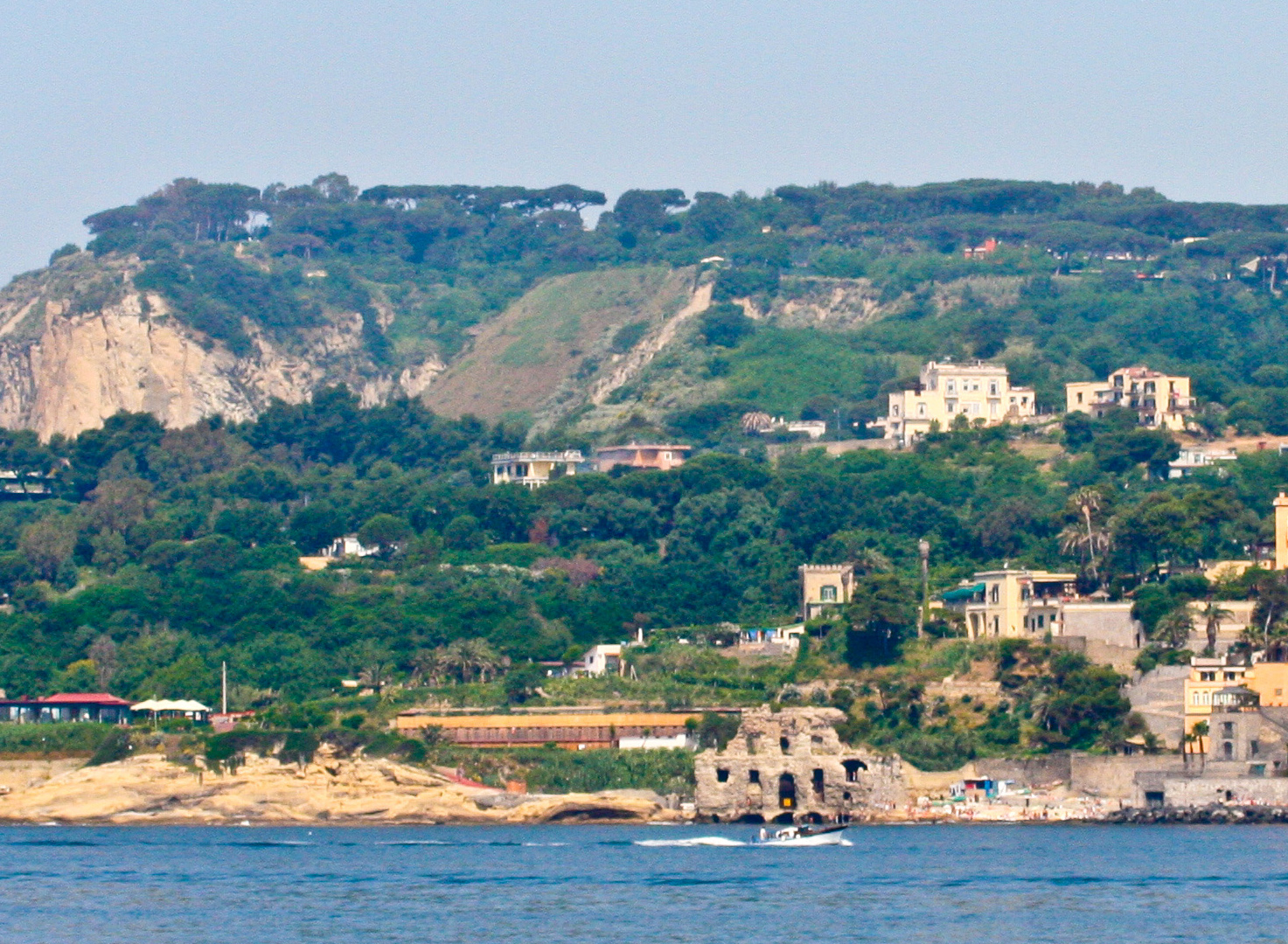
Palau dels Esperits
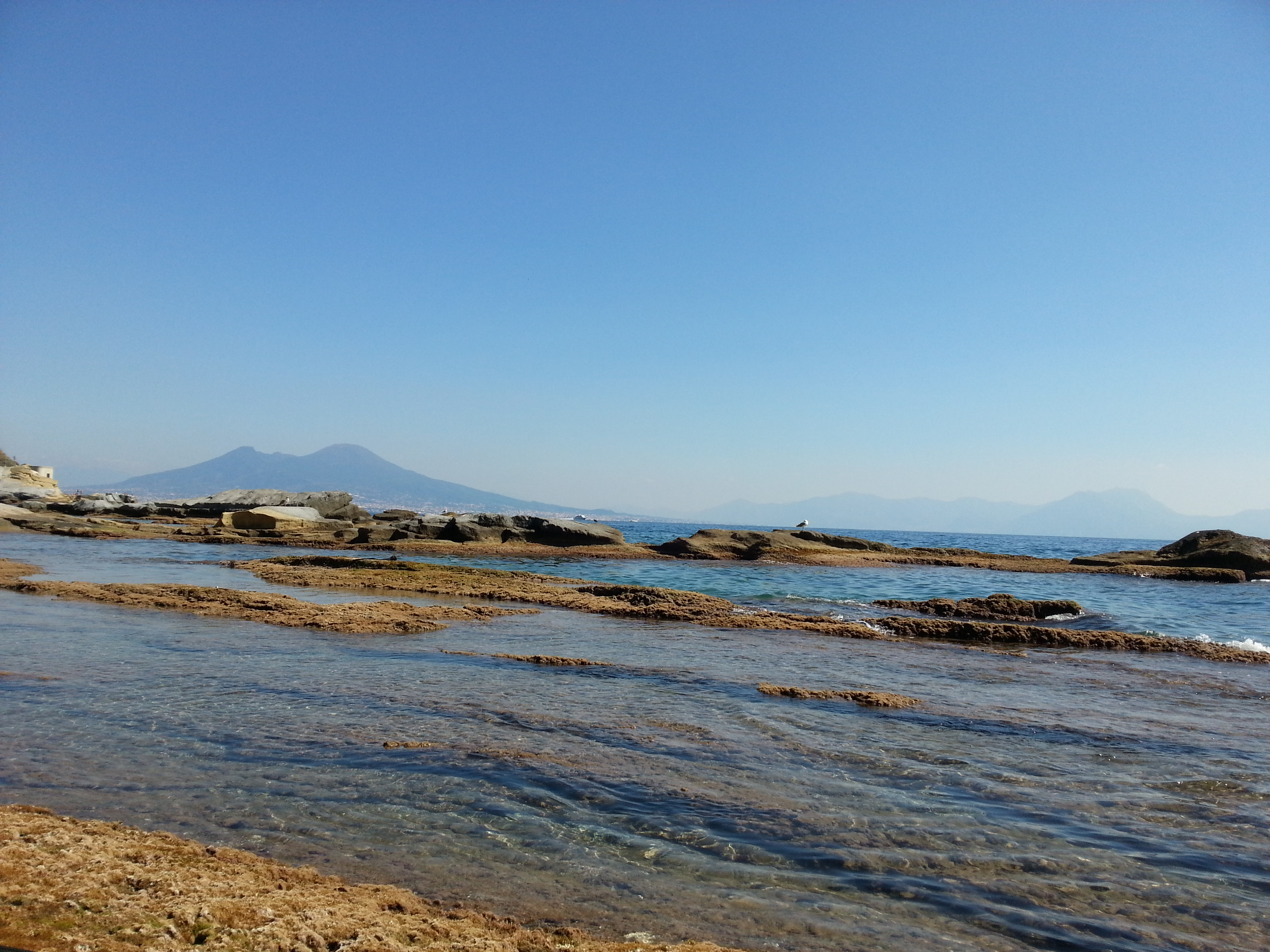
Scoglione de Marechiaro
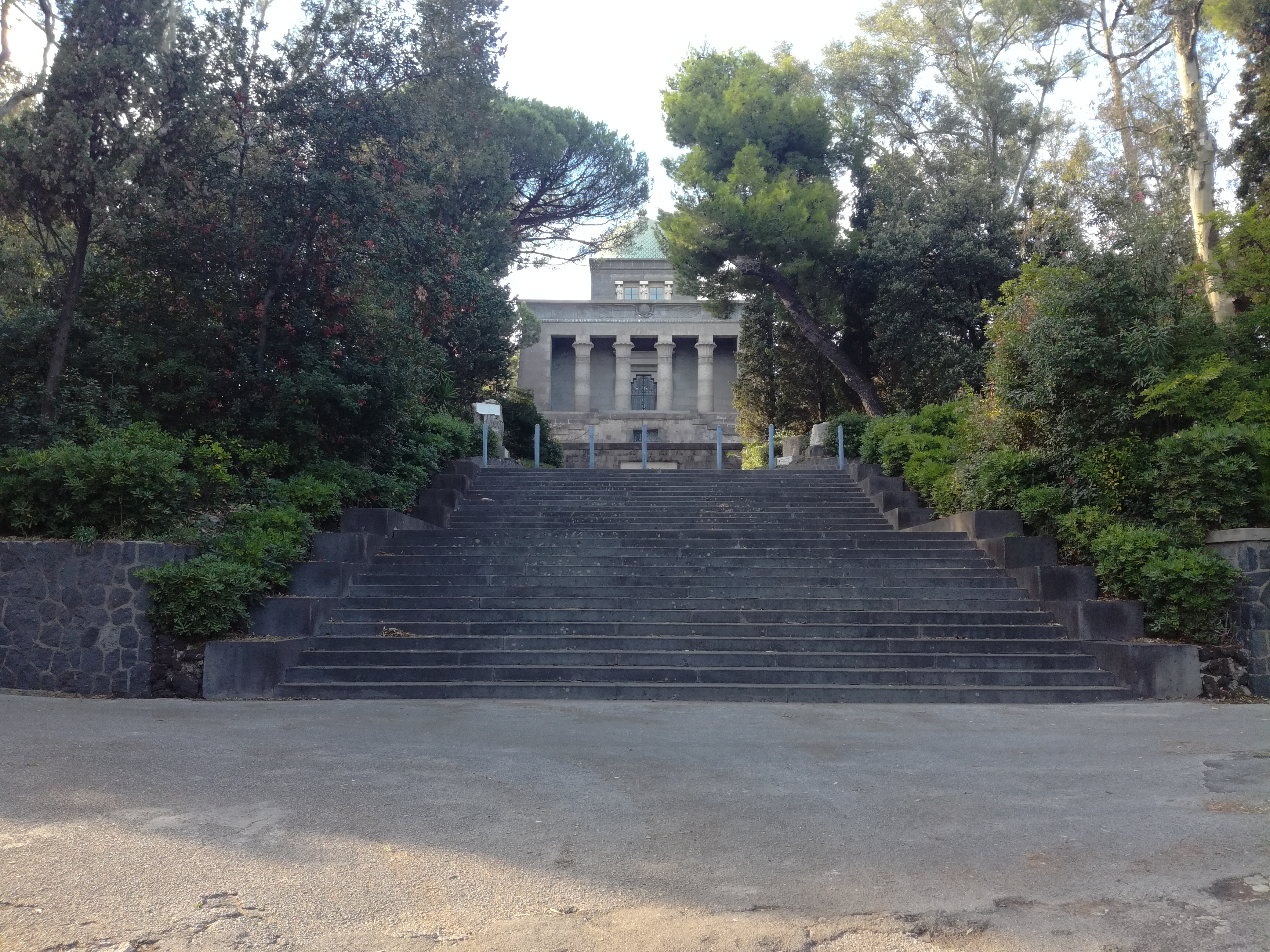
Mausoleu Schilizzi
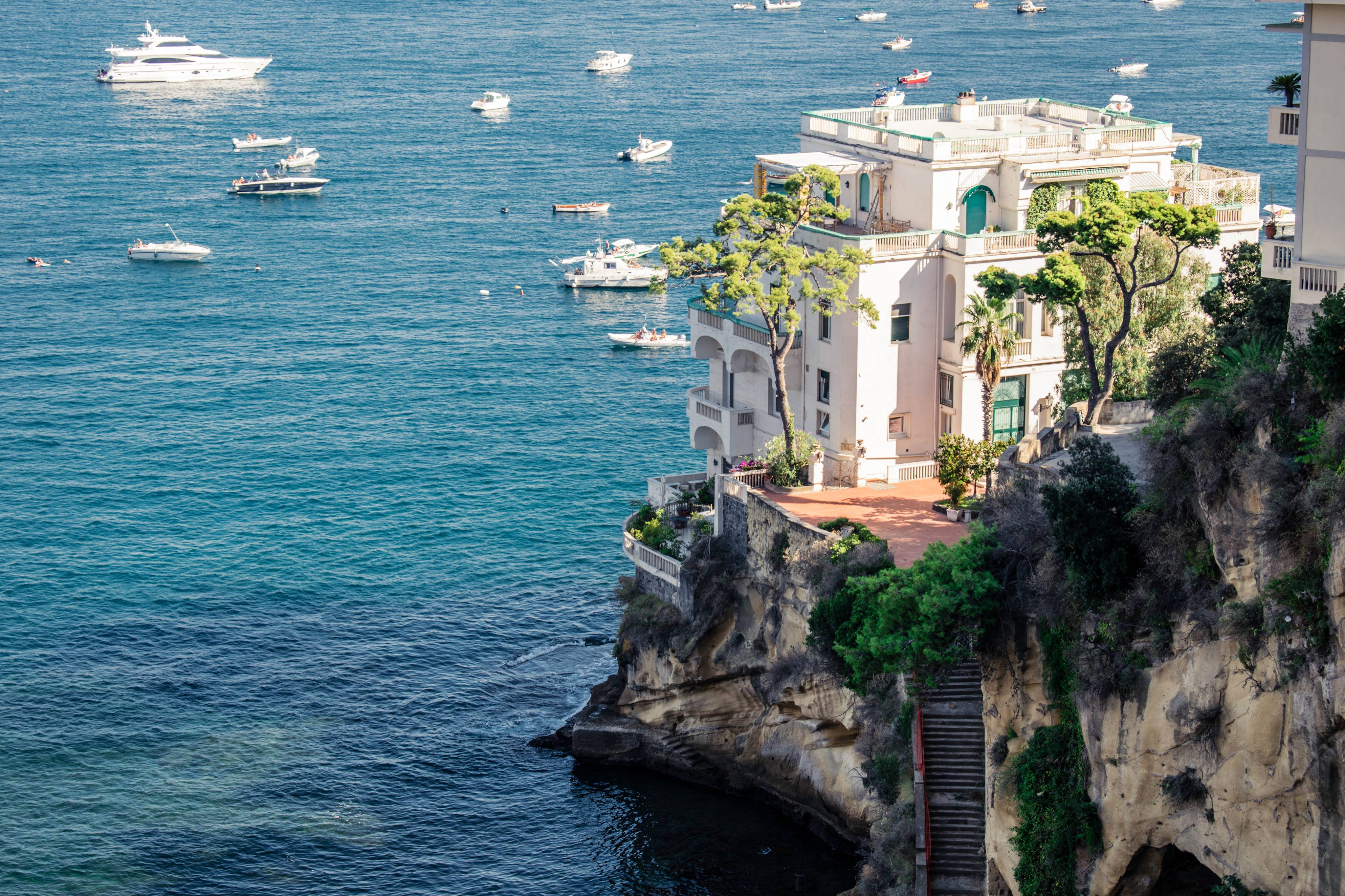
Vil·la Elisa
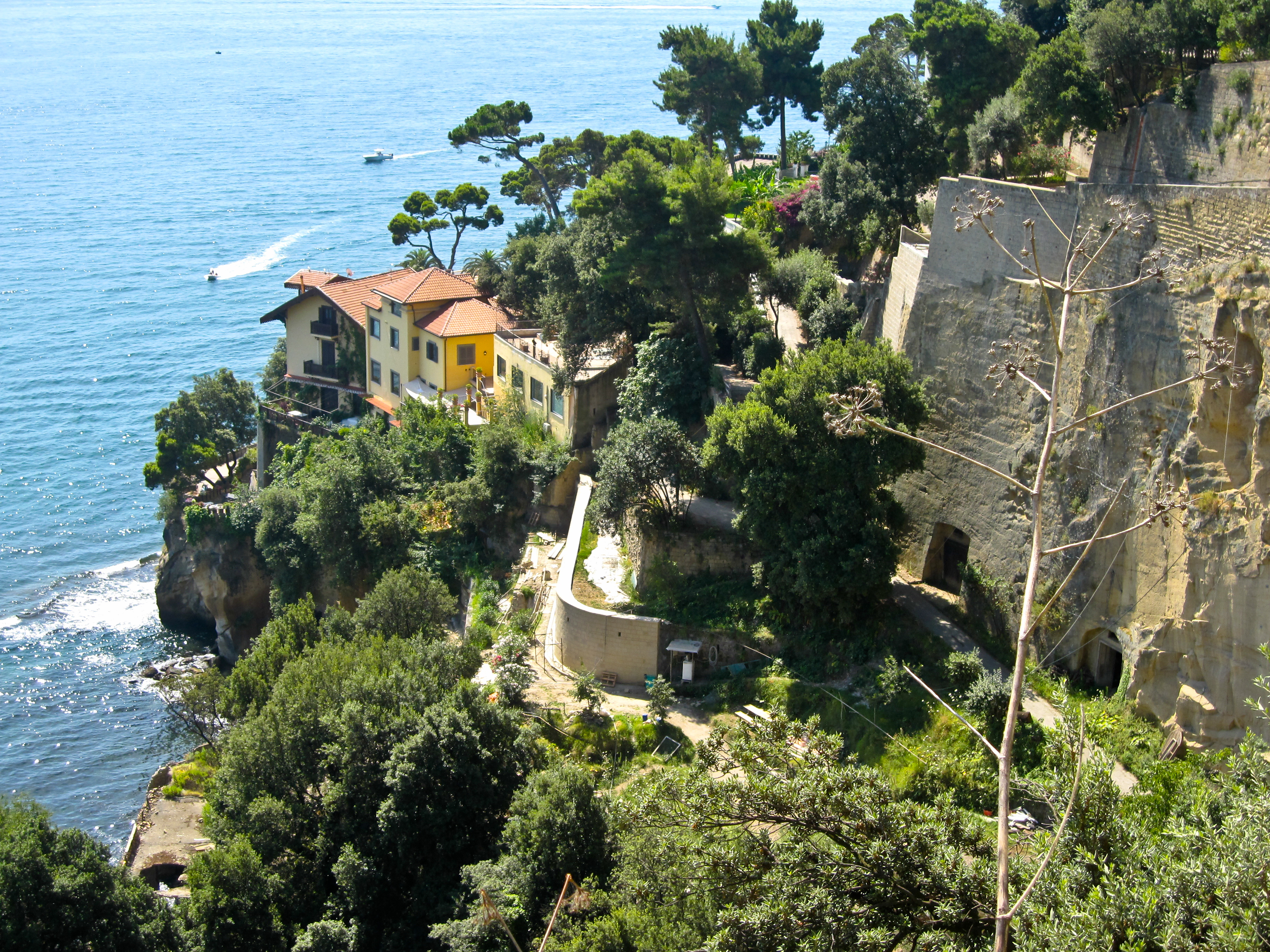
Residències privades de Posillipo
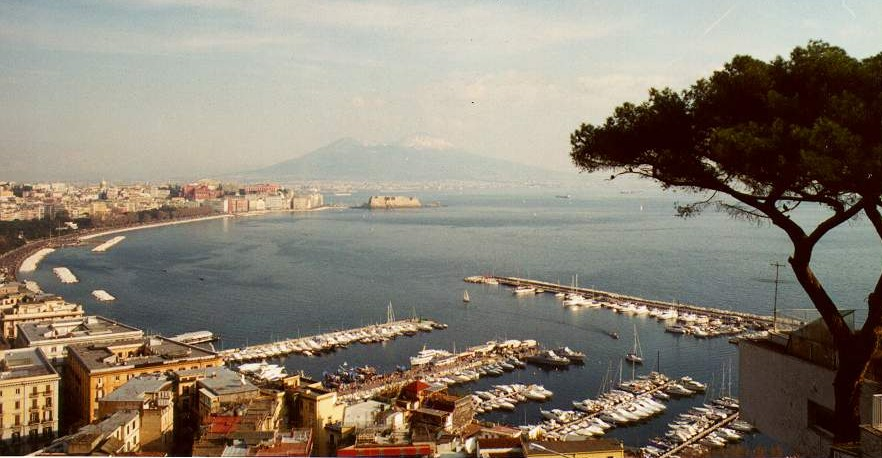
Nàpols, el golf i el Vesuvi vists des de Posillipo, amb el famós pi de Nàpols
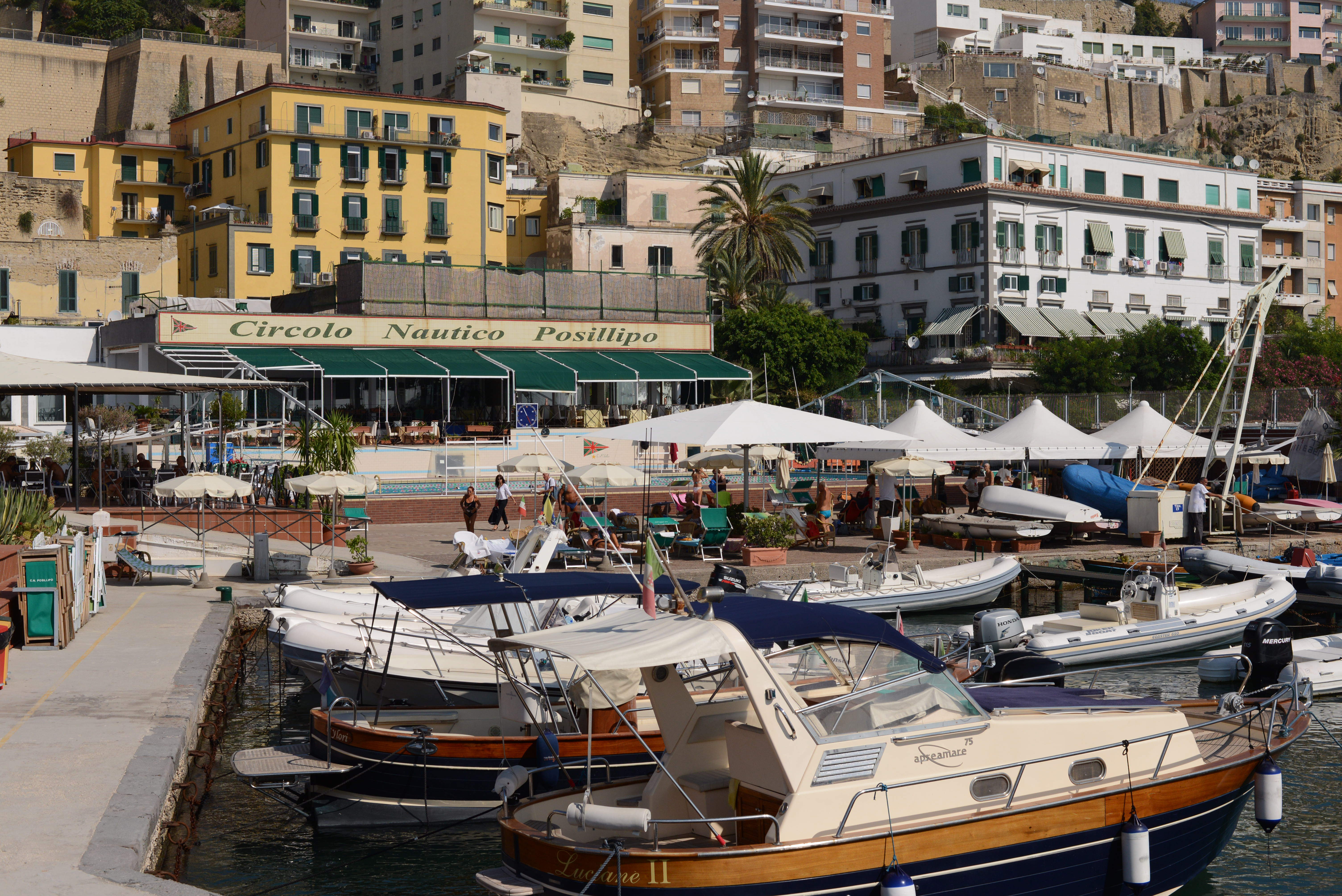
Circolo Nautico Posillipo
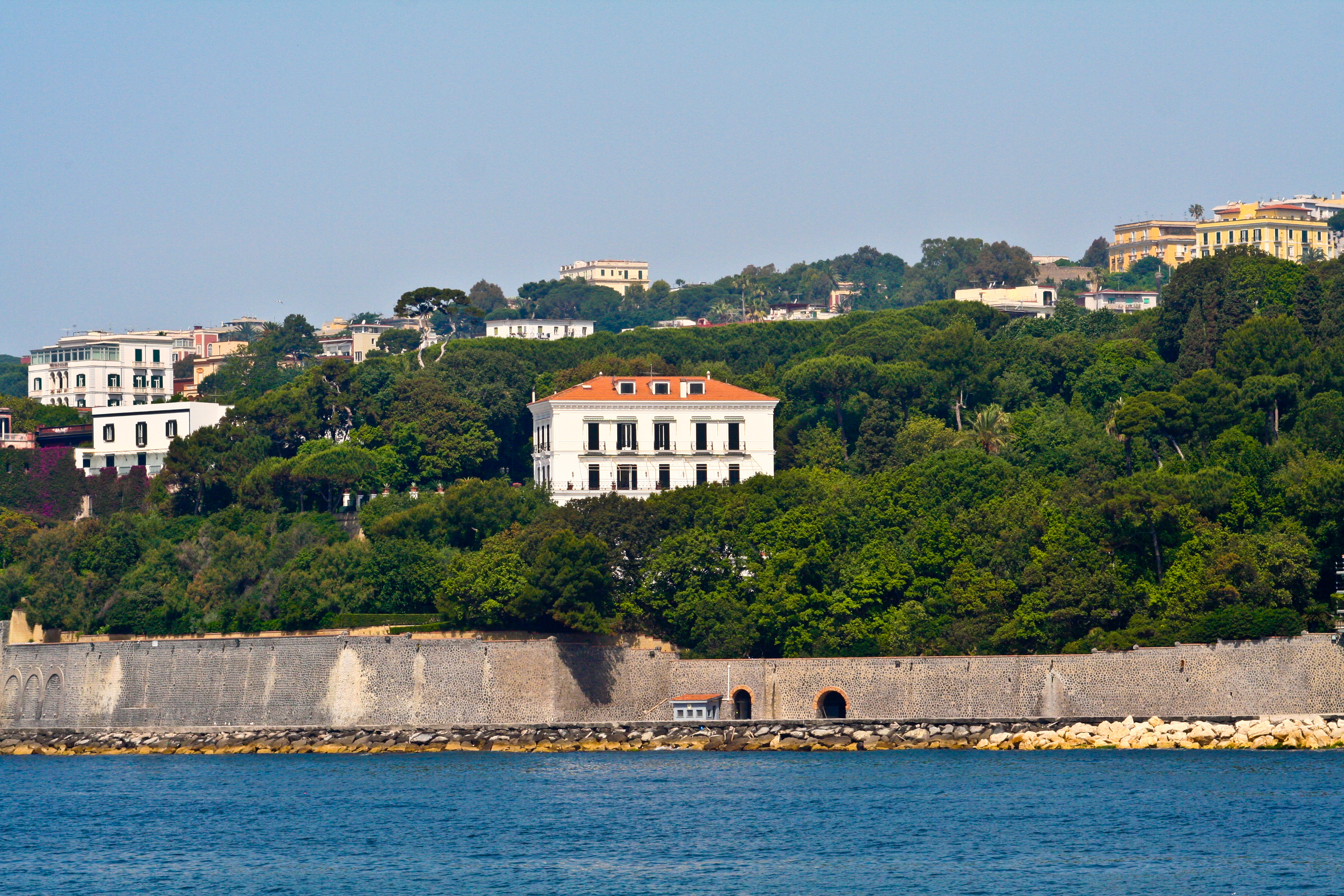
Vil·la Rosebery